# Powiat Havlíčkův Brod
Powiat Havlíčkův Brod (czes. Okres Havlíčkův Brod) – powiat w Czechach, w kraju Wysoczyna.
Jego siedziba znajduje się w mieście Havlíčkův Brod. Powierzchnia powiatu wynosi 1 264,93 km², zamieszkuje go 94 906 osób (gęstość zaludnienia wynosi 75,08 mieszkańców na 1 km²). Powiat ten liczy 120 miejscowości, w tym 8 miast.
Od 1 stycznia 2003 powiaty nie są już jednostką podziału administracyjnego Czech. Podział na powiaty zachowały jednak sądy, policja i niektóre inne urzędy państwowe. Został on również zachowany dla celów statystycznych.

## Miejscowości powiatu
Boňkov

## Struktura powierzchni
Według danych z 31 grudnia 2003 powiat ma obszar 1 264,93 km², w tym:
- użytki rolne - 63,1%, w tym 74,99% gruntów ornych
- inne - 36,9%, w tym 77,01% lasów
- liczba gospodarstw rolnych: 977

## Demografia
Dane z 31 grudnia 2003:
| Opis        | Ogółem | Kobiety      | Mężczyźni    |
| ----------- | ------ | ------------ | ------------ |
| populacja   | 94 906 | 47 927 50,5% | 46 979 49,5% |
| średni wiek | 38,5   | 40,83        | 37,89        |

- gęstość zaludnienia: 75,08 mieszk./km²
- 61,23% ludności powiatu mieszka w miastach.

## Zatrudnienie
| Mieszkańcy ze stałym zatrudnieniem | 24 528       |
| Średnia pensja miesięczna          | 14 000 koron |
| Bezrobotni                         | 3 538        |
| Stopa bezrobocia                   | 7,73%        |

## Szkolnictwo
W powiecie Havlíčkův Brod działają:
| Rodzaj szkoły                   | Liczba szkół |
| ------------------------------- | ------------ |
| Przedszkola                     | 46           |
| Szkoły podstawowe               | 48           |
| Gimnazja                        | 4            |
| Szkoły średnie techniczne       | 9            |
| Szkoły średnie ogólnokształcące | 6            |
| Szkoły wyższe                   | 3            |

## Służba zdrowia
| Lekarze                               | 331 |
| Szpitale                              | 1   |
| Specjalistyczne ośrodki terapeutyczne | 3   |
| Gabinety dentystyczne                 | 46  |
| Apteki                                | 16  |